# BMW Challenge 1980
BMW Challenge 1980 — жіночий тенісний турнір, що проходив на відкритих трав'яних кортах Devonshire Park у Істборні Велика Британія. Належав до категорії Colgate Series в рамках Туру WTA 1980. Відбувсь усьоме і тривав з 16 червня до 21 червня 1980 року. Друга сіяна Трейсі Остін здобула титул в одиночному розряді й отримала за це 22 тис. доларів США.

## Фінальна частина

### Одиночний розряд
Трейсі Остін —  Венді Тернбулл 7–6(7–3), 6–2
- Для Остін це був 7-й титул в одиночному розряді за сезон і 17-й — за кар'єру.

### Парний розряд
Кеті Джордан /  Енн Сміт —  Пем Шрайвер /  Бетті Стов 6–4, 6–1

## Розподіл призових грошей
| Дисципліна       | П       | F       | ПФ     | ЧФ     | 1/8    | 1/16 | 1/32 |
| Одиночний розряд | $22,000 | $11,000 | $5,000 | $2,700 | $1,350 | $700 | $325 |

## Нотатки
1. ↑  Турніри з призовими для жінок принаймні 125 тис. доларів.[1]